# 섹션 8 (군사)
섹션 8(Section 8)은 정신 질환에 의한 전역을 의미하는 미군의 속어로, 크로스드레서, 게이, 레즈비언, 양성애, 트랜스젠더에게 종종 적용되었다.

## 역사
이 용어는 제2차 세계 대전 당시 미국 육군 규정 615-360의 제8절에서 유래한 것으로, 군복무에서 병사를 분리하는 것에 관한 것이다. 제8절는 정신적으로 병역에 부적합하다고 판단되는 남성의 제대를 규정했다.
미국에서 정신적으로 군복무에 문제가 있다고 판단되는 남성에게 "그는 섹션 8이다."(He's a Section 8) 라는 표현을 사용하며, "섹션 8"이라는 것은 결국 "제8절"이라는 표현처럼 전역하거나 제대할 자격이 있는 것처럼 행동하는 모든 군복무자를 의미한다.
섹션 8 전역은 종종 게이, 레즈비언, 양성애자, 크로스드레서, 트랜스젠더가 대상이 되기도 했는데, 이는 그들이 정신적으로 군복무를 하기에 부적합하다고 생각했기 때문이다. 섹션 8 전역은 민간의 생활에서 일자리를 구하기가 어려운 경우가 많았으며, 보훈급여를 허용하지 않았다.
심리적 또는 정신의학적 이유로 인한 전역은 현재 많은 규정으로 적용되기 때문에 제8절에 따른 전역은 더 이상 시행되지 않는다. 미 육군에서 이러한 전역은 AR 635-200, 현역 입대 행정 분리의 규정에 따라 처리된다. 제5장 제13항은 인격장애를 의학적으로 진단받은 사람의 분리를 규정한다.

## 창작물
- 1970년대 TV 시리즈 매시에서 사용된 섹션 8은 클링거 상병이 (결국 그의 노력을 포기할 때까지) 지속적으로 찾고 있던 구절이 되었다.[5] 그가 선호하는 방법은 크로스 드레싱이었다.[6] His preferred method of doing so was cross-dressing.[7][8]
- 2003년 영화 베이직에서 DEA 요원 톰 하디는 자신을 '섹션 8'이라고 부르며 미친 듯 보이는 용병 레인저스의 마약상들을 조사한다.
- 스탠리 큐브릭의 1987년 영화 풀 메탈 재킷에서 레오나드 로렌스(극중 별칭 고머 파일) 이병은 그의 소총과 대화하는 것이 눈에 띄었을 때 잠재적인 섹션 8로 묘사되었으며, 적절한 이름을 가진 Lusthog Squad의 또 다른 소총수는 과도한 자위행위로 인해 해군 심리학자에게 보내졌다. 대기실에서 자위행위를 시작한 후 섹션 8로 분류되었다.[9]
- 미국의 데스코어 밴드 화이트채플은 2012년부터 자신들의 자작 앨범에 섹션 8이라는 곡을 수록했다.
- 전쟁 소설 "별도의 평화"에서 엘윈 "나퍼" 레펠리에라는 등장인물은 트라우마로 환각을 일으켰기 때문에 스키 부대에서 섹션 8 전역을 받는다.

## 예시
- 시드니 포이티어가 17살 때, 미군에 입대하기 위해 나이를 사칭했으며, 제2차 세계대전 중 가짜 정신질환으로 제8절에 따라 전역하였다.[10]

## 같이 보기
- en:Blue discharge
- en:Section 8 (video game)
- Don't ask, don't tell